# フロログルシノール
フロログルシノール（phloroglucinol）は、互変異性体を持った、天然にも存在する有機化合物の1つである。多官能性であるため、有機合成における中間体として有用であり、医薬品や爆薬の合成原料に使われる。

## 互変異性
フロログルシノールはフェノール型である1,3,5-トリヒドロキシベンゼンと、ケトン型である1,3,5-シクロヘキサトリオン（フロログルシン）の2種の互変異性体が存在し、それぞれpHに依存した化学平衡の関係にある。

## 所在
フロログルシノール類は、植物や細菌などにより生合成される。例えば、そのアシル誘導体はオシダ属の1種であるドリオプテリス・アルグタ の葉状体に存在する。また、褐藻類からもフロログルシノール誘導体は単離されており、タンニンの1種であるフロロタンニンを合成する褐藻も知られている。
フロログルシノールは、そのフェノン誘導体からフロレチンヒドロラーゼによって加水分解されることでも得られる。

## 単離
フロログルシノールは、果樹の樹皮から初めて単離された。なお、常圧におけるフロログルシノール2水和物の結晶の融点は116-117 °Cだが、無水和物の融点は218-220 °Cと高い。沸騰はせず、昇華性を持つ。

## 合成および反応
フロログルシノールの合成法は幾つか知られているが、代表的なのはトリニトロベンゼンを経由した合成法である。
通常、アニリン誘導体は水酸化物イオンに対して不活性であるため、この合成法は注目に値する。これは、トリアミノベンゼンがイミン体との互変異性を有することで加水分解を受け易くなっていることに起因する。
フロログルシノールは、ヒドロキシルアミンとの反応ではケトンのように振る舞い、トリス(オキシム)を生成する。また、ベンゼントリオール(Ka1 = 3.56 × 10−9, Ka2 1.32×10−9)としても振る舞い、3つのヒドロキシル基をメチル化させると1,3,5-トリメトキシベンゼンが生成される。

## 利用
フロログルシノールはジアゾ染料と結合して速やかに黒色を与えるため、主に印刷のカップリング剤に使われる。

### 合成原料
フロプロピオンの合成原料として使用される。
また、爆薬の合成原料としても使用される。

### 鎮痙薬
フロログルシノールは、平滑筋に対し非アトロピン性の鎮痙作用を有する。したがって、平滑筋が存在する箇所、すなわち、血管、気管支、腸、尿管などに対して、非特異的な鎮痙作用を持つ。
フロログルシノールは胆石や消化管の痙攣痛、その他消化器疾患に、薬として用いられる場合がある。